# Casa Òptica Estrada
La Casa Òptica Estrada és una obra de Sant Hilari Sacalm (Selva) inclosa a l'Inventari del Patrimoni Arquitectònic de Catalunya.

## Descripció
Edifici situat en una cantonada entre els carrers Jaume Balmes i Josep Ximeno, al nucli urbà de Sant Hilari Sacalm.
L'edifici, de planta baixa i tres pisos, està cobert per una teulada de teula àrab el ràfec de la qual té les encavallades de fusta visibles.
De l'edifici destaca la façana del carrer Josep Ximeno, que hauria estat la façana principal original: A la planta baixa hi ha una porta en arc de mig punt format per dovelles, amb carreus als brancals, que ara és una serveix d'aparador a la òptica. A dreta i esquerra hi ha dues finestres quadrangulars. Al pis, un balcó sobre la porta d'entrada, amb llinda monolítica i brancals de carreus de pedra. La llosana del balcó és de pedra i la barana de ferro forjat. Al segon pis, hi ha un balcó sobre el balcó del primer pis, amb llosana de pedra i barana de ferro forjat, al que si accedeix per una porta en arc de llinda o arc pla. Al costat del balcó, hi ha un balcó amb barana de ferro forjat, però sense llosana, amb l'obertura en arc de llinda. Al tercer pis, hi ha dues finestres quadrangulars, situades en el mateix eix d'obertura que els balcons del segon pis. El segon i el tercer pis podrien haver estat alçats posteriorment, cosa que confirmen els carreus de la cadena cantonera, que en el segon i tercer pis són diferents i més ben treballats que a la planta baixa i al primer pis.